# رسول آقچه لی
رسول آقچه لی بازیکن والیبال اهل ایران است.
وی در حال حاضر عضو تیم ملی نوجوانان ایران و باشگاه کاله مازندران می‌باشد. در دیدار نیمه‌نهایی مسابقات قهرمانی نوجوانان جهان در مقابل ایتالیا در جایی که ایران ۲–۰ از ایتالیا عقب بود با تعویض پست وی از پشت‌خط زن به دریافت‌کننده قدرتی ورق را به نفع ایران برگرداند و آقچه‌لی به تنهایی در این بازی ۴۰ امتیاز برای تیم ملی ایران کسب کرد و ایران به جمع ۴ تیم برتر مسابقات راه یافت. از سال ۱۳۹۵عضو باشگاه کاله شد . و درخشش نسبتا خوبی در این تیم داشت . در سال ۱۳۹۶اقچه لی در تیم امیدبا عملکرد مناسب حضور داشت. وی از جوانان اهل سنت است و از سرعتی زن های اینده تیم ملی ایران است.
در سال 96 با اسیب جدی (مصدومیت)مواجه شد . که جمعی از دوستان و مربی وی در پست های اینستاگرام خود برایش ارزوی سلامتی کردند .

## دست‌آوردها
- مقام سوم قهرمانی نوجوانان جهان ۲۰۱۵
- طلا قهرمانی نوجوانان آسیا ۲۰۱۴
- طلا قهرمانی جوانان آسیا ۲۰۱۴
- باارزش‌ترین بازیکن قهرمانی نوجوانان آسیا ۲۰۱۴
- طلا قهرمانی ساحلی نوجوانان آسیا ۲۰۱۳